# Tschechischsprachige Wikipedia

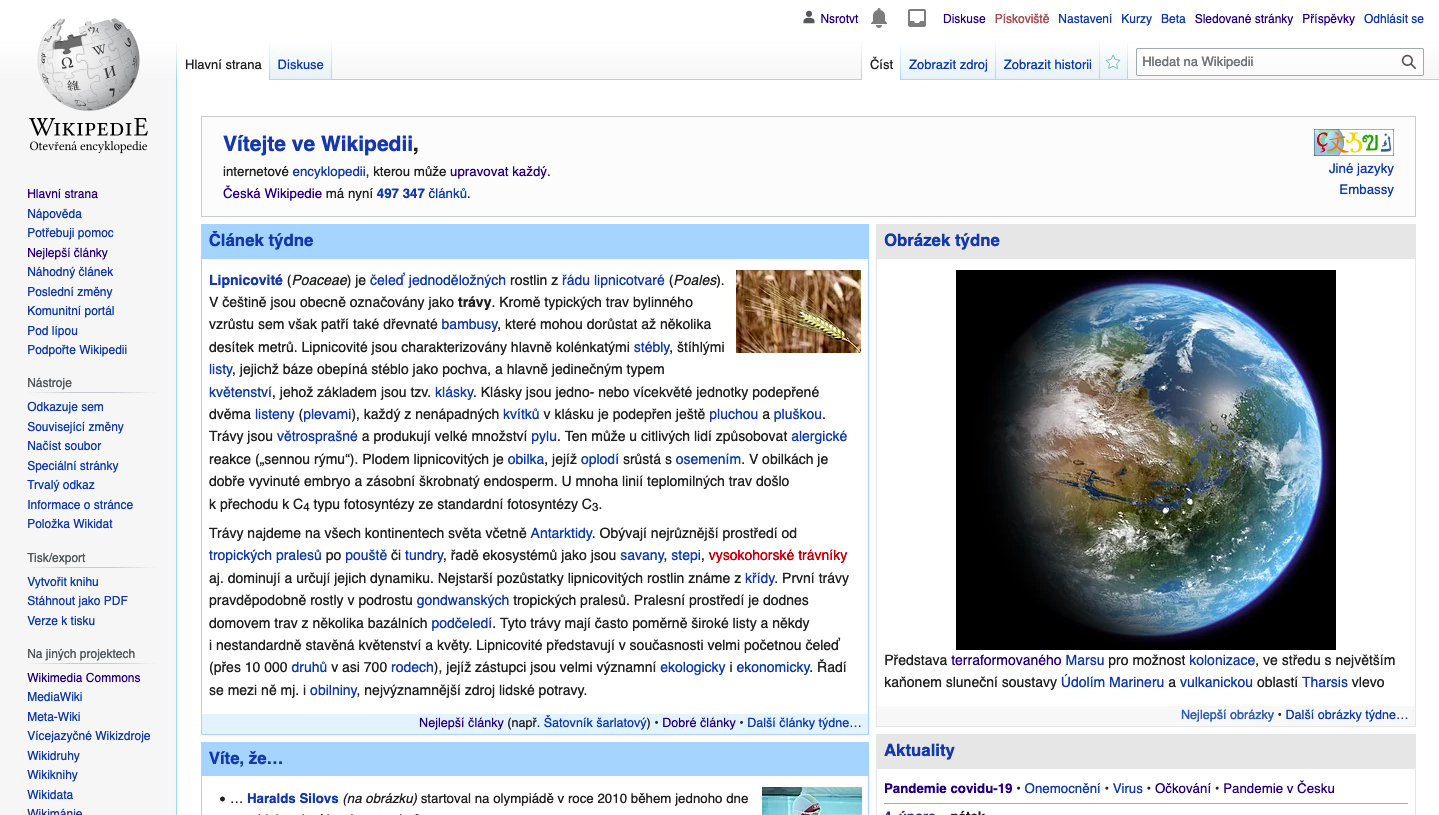
Hauptseite der tschechischsprachigen Wikipedia im Frühjahr 2012

Die tschechischsprachige Wikipedia (tschechisch Česká Wikipedie) ist die tschechische Variante des internationalen Wikipedia-Projektes. Sie hatte im November 2018 neben 31 Administratoren über 357.000 registrierte Benutzer und verfügte im Februar 2023 über 453.000 Artikel.

## Entwicklung der Artikelanzahl
Im November 2006 gab es 50.000 im Juni 2008 100.000 und im Februar 2010 150.000 Artikel. Im Juli 2011 erreichte sie einen Bestand von 200.000 Artikeln. Im Dezember 2012 überschritt sie die Marke von 250.000 Artikeln. Derzeit hat sie 268.909 Artikel (Stand: 30. Juni 2013) und nimmt den 21. Platz unter den Wikipedia-Projekten. Allein die Hauptseite (Hlavní strana) wurde zwischen dem 17. März und 14. Juni 2013 8.933.188 mal aufgerufen.

## Geschichte
Die tschechischsprachige Wikipedia wurde am 3. Mai 2002 eingerichtet, eine nennenswerte Entwicklung der Artikelanzahl setzte erst im Verlauf des Jahres 2004 ein.
Besonders in den ersten Jahren musste das Projekt einige schwere Krisen durchmachen, in deren Zentrum insbesondere der erste Bürokrat des Projektes (Administrator mit besonderen Rechten) und eine anscheinend unenzyklopädische Angelegenheit standen – der monatelange Streit um die Rechtschreibung. Dieser Streit entwickelte sich rasch zu einer Machtfrage und führte beinahe zum Kollaps des Projektes. Es kam zu einigen Sperren, der Bürokrat, der eine Rechtschreibung aus der Zeit des Anfangs des 20. Jahrhunderts favorisierte, unterlag schließlich, verlor seine Rechte und wurde später selbst gesperrt. Dies war auch der erste große Disput, der in Medien ein Echo fand. Die anderen Probleme, die eine mediale Aufmerksamkeit weckten, betrafen schon eher Dispute, unter denen jede Wikipedia leidet.

## Bedeutung und Außenwirkung
Die tschechische Sprachversion der Wikipedia hat eine hohe Zugriffsquote vor allem im Vergleich zu anderen tschechischsprachigen Websites.
2007 und 2010 wurde die tschechischsprachige Wikipedia zum Gesamtsieger des Wettbewerbs Czech Open Source  erklärt, der vom Server root.cz jährlich veranstaltet wird, 2008 siegte sie in der Kategorie „Projekt“.
Die tschechischsprachige Wikipedia führt seit längerem eine beiderseitig vorteilhafte Zusammenarbeit mit der Nationalbibliothek der Tschechischen Republik, in deren Mittelpunkt die Bereitstellung von Daten und Inhalten sowie eine gegenseitige Verlinkung dieser Daten steht. Das tschechische Webportal seznam.cz stellt als Klon die gesamten Inhalte der tschechischsprachigen Wikipedia in das Internet.

## Schwesterprojekte und Wikimedia
Unter den Schwesterprojekten der tschechischsprachigen Wikipedia sind insbesondere die gleichsprachige Version der Wikiquote (tschechisch: Wikicitáty, 9. Platz unter den Wikimedia-Projekten) und Wikisource (tschechisch: Wikizdroje, 15. Platz) zu nennen.
Betreiber der tschechischsprachigen Wikipedia – wie auch aller anderen Sprachversionen der freien Internet-Enzyklopädie – ist die Wikimedia Foundation in San Francisco, USA. Der lokale Verein, Wikimedia Česká republika (Wikimedia Tschechische Republik), entstand am 6. März 2008 Wikimedia CS tritt bei verschiedenen Events auf wie auf der Ausstellung Linux Expo in Prag, bei Buchmessen usw.

## Artikelanzahl
| Datum      | Artikelanzahl | Datum      | Artikelanzahl | Datum      | Artikelanzahl |
| ---------- | ------------- | ---------- | ------------- | ---------- | ------------- |
| 14.11.2002 | 0             | 28.02.2008 | 90 0000       | 5.12.2010  | 180 0000      |
| 25.05.2005 | 10 0000       | 19.06.2008 | 100 0000      | 15.03.2011 | 190 0000      |
| 2.12.2005  | 20 0000       | ?          | 110 0000      | 6.07.2011  | 200 0000      |
| 29.04.2006 | 30 0000       | 21.02.2009 | 120 0000      | 22.10.2011 | 210 0000      |
| 25.08.2006 | 40 0000       | 20.05.2009 | 130 0000      | 30.01.2012 | 220 0000      |
| 18.11.2006 | 50 0000       | 31.10.2009 | 140 0000      | 8.05.2012  | 230 0000      |
| 17.02.2007 | 60 0000       | 17.02.2010 | 150 0000      | 22.08.2012 | 240 0000      |
| 20.06.2007 | 70 0000       | 6.04.2010  | 160 0000      | 13.12.2012 | 250 0000      |
| 21.10.2007 | 80 0000       | 10.08.2010 | 170 0000      | 19.03.2013 | 260 0000      |

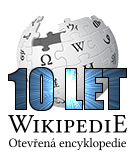
Logo zum 10-jährigen Jubiläum der tschechischsprachigen Wikipedia
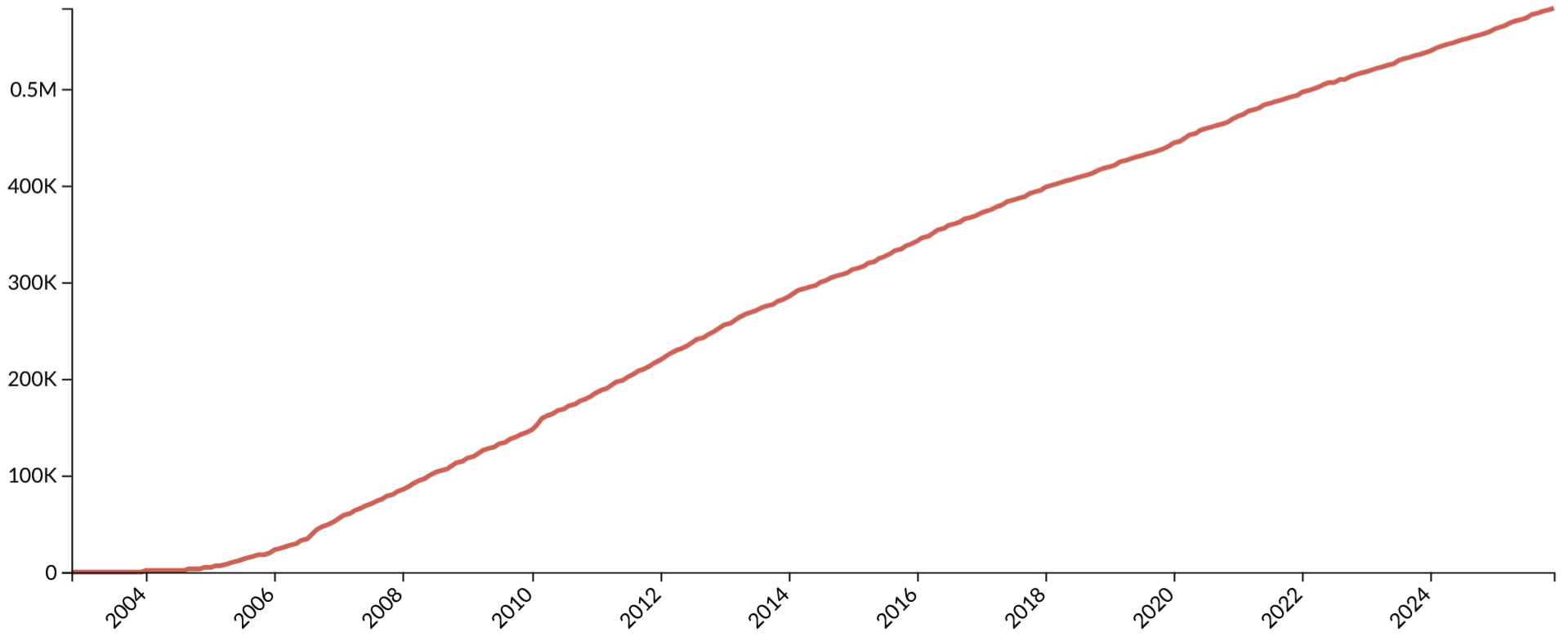
Statistik von 2002 bis 2019
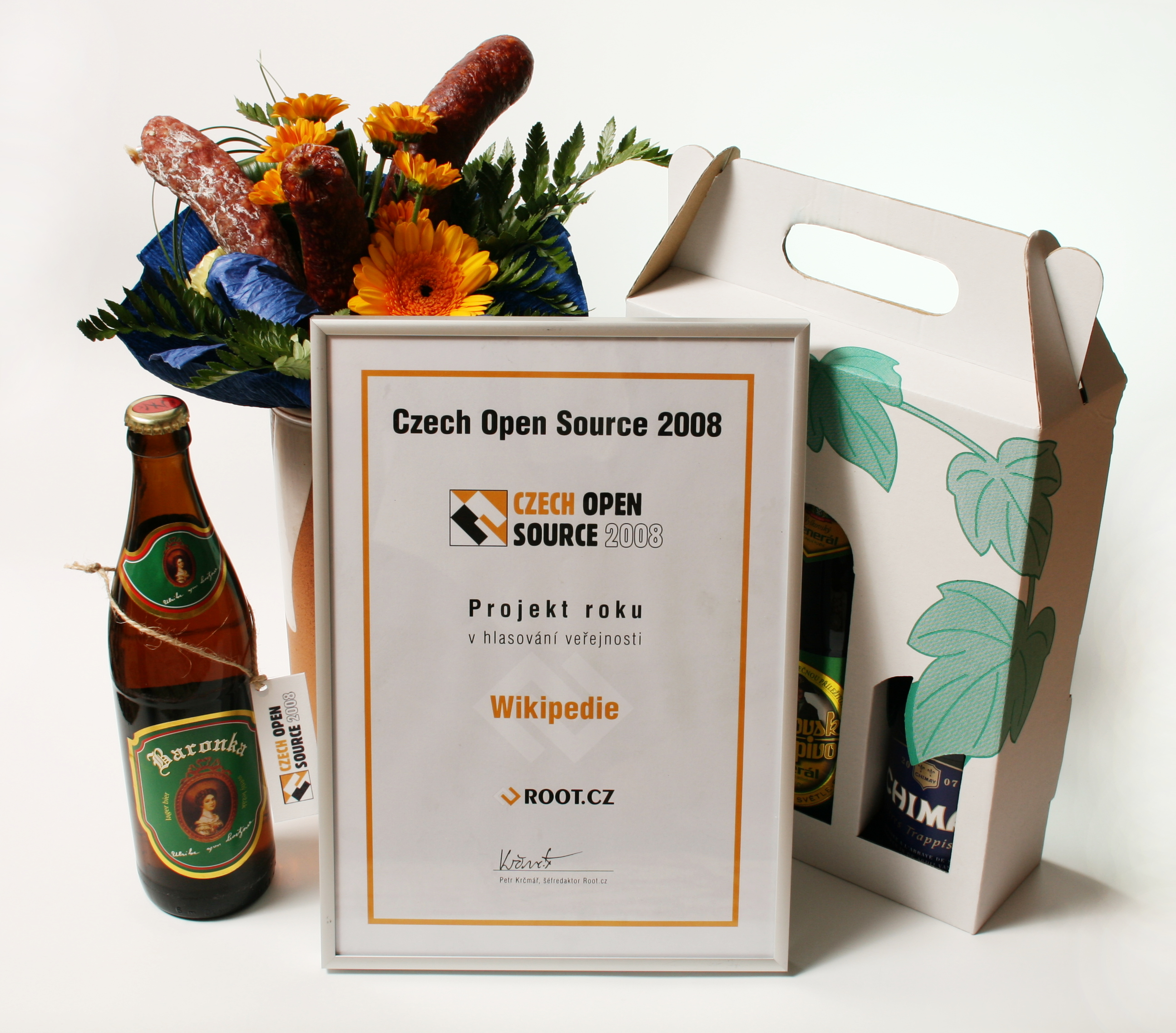
Auszeichnung zum Open-Source-Wettbewerb 2008
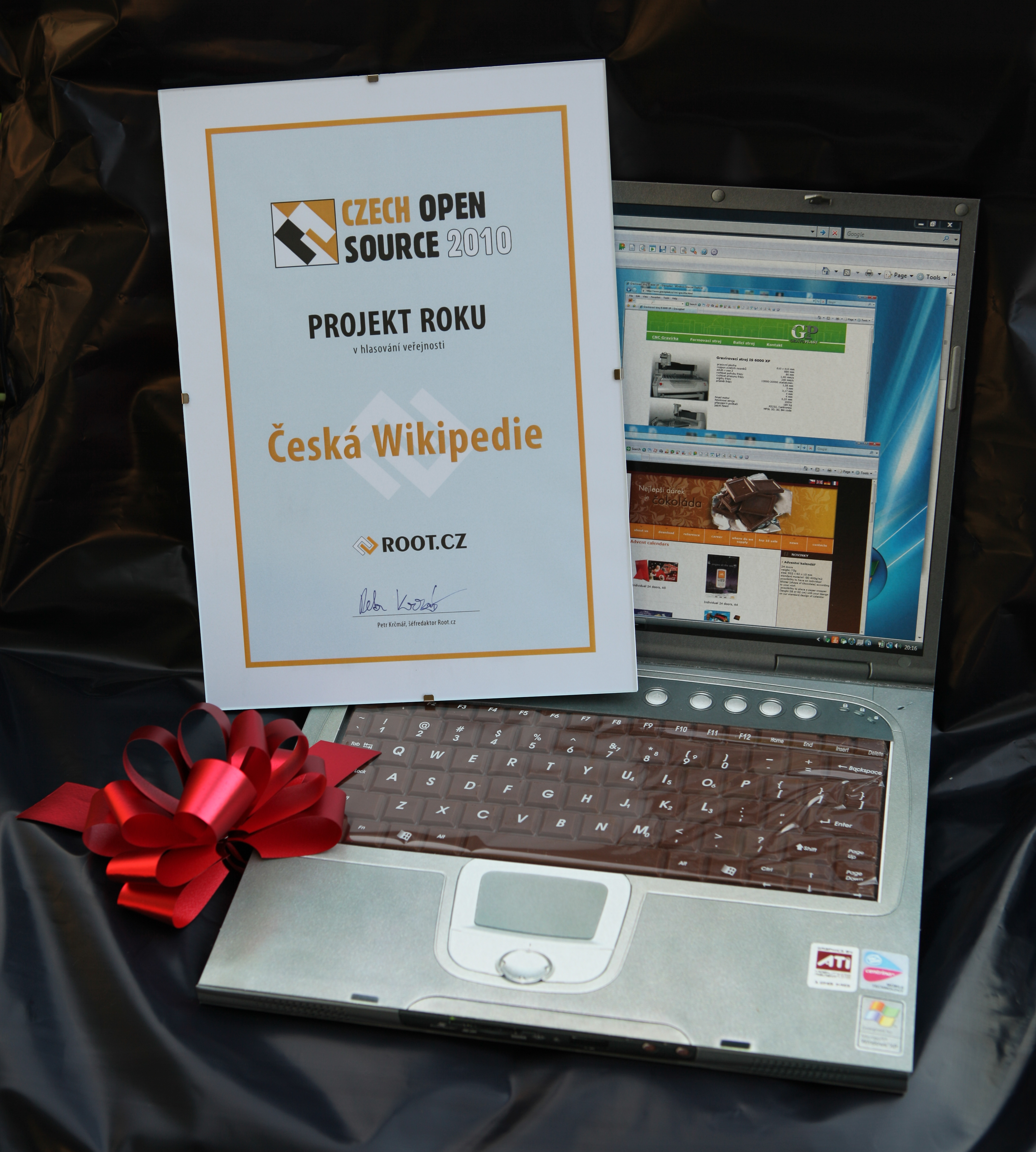
Auszeichnung zum Open-Source-Wettbewerb 2010
Aufruf zur Mitarbeit in der tschechischsprachigen Wikipedia